# Neolochmaea boliviensis
Neolochmaea boliviensis es una especie de insecto coleóptero de la familia Chrysomelidae.
Fue descrita científicamente en 1955 por Bechyne.